# Russell (Neuseeland)

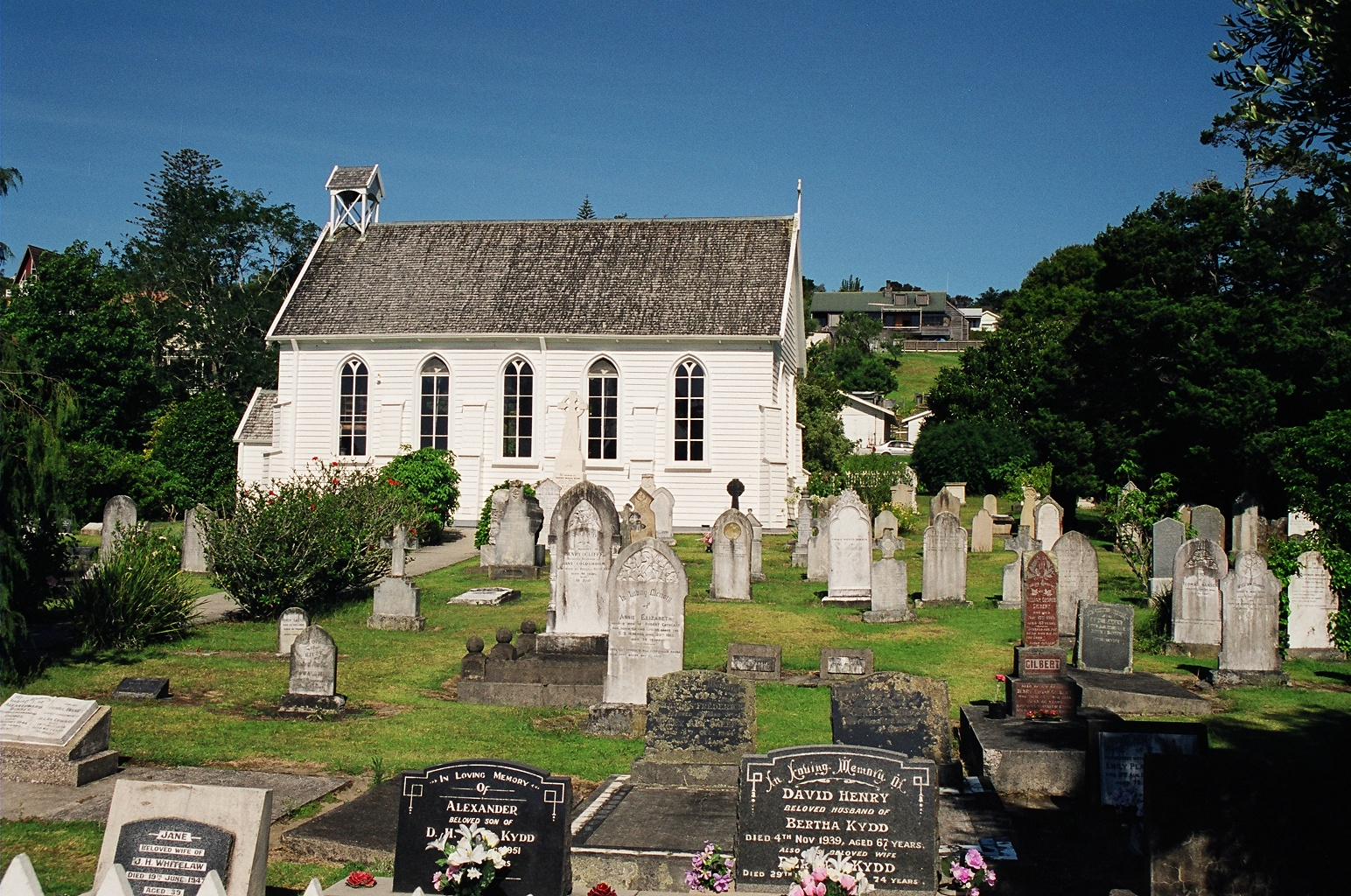
Neuseelands älteste Kirche "Christ Church" in Russell

Russell ist ein kleiner Ort im Far North District der Region Northland auf der Nordinsel von Neuseeland.

## Geographie
Der Ort befindet sich rund 55 km nordnordwestlich von Whangārei und rund 15 km südostöstlich von Kerikeri auf einer Landzunge, die in die Bay of Islands hineinreicht und ihren Endpunkt mit dem Tapeka Point findet. Waitangi, wo 1840 der Vertrag von Waitangi unterzeichnet wurde und Paihia befindet sich rund 3,5 km westlich bzw. südwestlich auf der anderen Seite der Bucht.

## Geschichte
Russell war zum Ende des 18. Jahrhunderts noch eine Siedlung der ortsansässigen Māori und wurde Kororāreka genannt. Zum Beginn des 19. Jahrhunderts kamen Händler und Walfänger und errichteten in der Siedlung, die über einen idealen Hafen verfügte, das erste Handelszentrum Neuseelands. Das Zentrum wuchs schnell und bald war Kororāreka europäisch geprägt. Auch andere „Gäste“ kamen, geflohene Sträflinge von Australien, desertierte Seeleute und eben die rauen Gesellen der Walfangschiffe, die den Hafen anliefen. Der Spitzname „Hellhole of the Pacific“ („Höllenloch des Pazifik“) mag erahnen lassen, welches Leben in der Stadt zu dieser Zeit herrschte.
Kororāreka wurde zu Ehren des ehemaligen Kolonialstaatssekretärs und späteren englischen Premiers Lord John Russell in „Russell“ umbenannt und nach der Unterzeichnung des Vertrages von Waitangi 1840 für kurze Zeit Hauptstadt Neuseelands. Nachdem die Wahl für die neue Hauptstadt im September 1840 auf Auckland gefallen war, verlor der Māori-Stammesführer Hone Heke durch den Abzug der Regierung wichtige Einnahmen für Ankerplätze und sah sich daher von den weißen Unterzeichnern des Waitangi-Vertrages getäuscht. Er brachte den Mast mit dem Union Jack auf dem Flagstaff Hill mehrmals zu Fall und brandschatzte mit seinen Kriegern 1845 schließlich den Ort. Die Weißen flohen mit Schiffen nach Auckland und der Krieg im Norden begann. Erst nach zwei blamablen Niederlagen konnten die Briten 1846 bei Ruapekapeka siegen.
Noch heute sieht man an der Christ Church, einem der Gebäude, das von Hone Heke verschont blieb, Einschusslöcher von den Gefechten. Die Kirche von 1836 ist das älteste erhaltene Gotteshaus in Neuseeland. Auf seinem Kirchhof kann man die Bevölkerungsstruktur des 19. Jahrhunderts ablesen: Walfänger, Seeleute, Māori und frühe Siedler sind hier bestattet. Außerdem wurde laut Inschrift auf dem Friedhof im Januar 1816 mit Hannah King Letheridge die erste weiße Frau in Neuseeland geboren.

## Bevölkerung
Zum Zensus des Jahres 2013 zählte der Ort 720 Einwohner, 11,8 % weniger als zur Volkszählung im Jahr 2006.

## Sehenswürdigkeiten
Trotz seiner bewegten Vergangenheit zeigt sich Russell heute als Schmuckstück im viktorianischen Stil. Vor allem an der Hafenfront mit seinem Pier, an dem die Passagierfähren aus Paihia und alle Ausflugsboote anlegen, blieb die Zeit stehen. Dort findet man die Polizeistation (die kleinste Neuseelands), daneben den Duke of Marlborough, ein Hotel mit den angeblich ältesten Schankrechten im Lande, den Swordfish Club der Hochseeangler, das Rathaus, das Pompallier House, die ehemalige Missionsdruckerei, sowie dahinter gelegen die ehemalige Herberge Kimberley Lodge. Im Captain Cook Memorial Museum wird an die Zeit des großen Seefahrers erinnert und zeigt u. a. einen Nachbau von Cooks Schiff, der Endeavour im Maßstab 1:5.
Vom Flagstaff Hill aus hat man eine gute Aussicht über den Ort und die Bay of Islands.

## Persönlichkeiten
- Sophia Hinerangi (1832–1911), maorische Touristenführerin
- Lucy Takiora Lord (1842–1893), teils Māori-stämmige neuseeländische Fremdenführerin und Dolmetscherin